# Sororato
El sororato es la práctica según la cual, quedando viudo un varón, este deberá casarse con una hermana de su mujer fallecida. Por el contrario, se denomina levirato a la práctica por la que una viuda debe casarse con un hermano de su marido fallecido.
El matrimonio sororal es una práctica que consiste en la unión matrimonial de un varón con un conjunto de hermanas (denominándose en este caso muchas veces como poliginia sororal), o bien con una hermana como esposa principal y las otras como concubinas.

## Descripción
El sororato, en antropología del parentesco, en una de las consecuencias más claras de la alianza derivada del matrimonio establecida entre los grupos de parentesco originarios de los cónyuges. En las sociedades donde se acepta como válida la práctica del sororato -en Occidente está prohibida en la legislación de casi todos los países, salvo en contados casos-, esta institución suele estar reservada para el caso de los varones cuya esposa ha fallecido o ha dejado vacantes algunas de sus funciones sociales, especialmente la relacionada con la reproducción biológica del grupo. En esas sociedades, cuando un varón enviuda, el grupo de parentesco de su esposa fallecida está obligado a cederle a la hermana de ésta como esposa sustituta. En caso de no contar con hermanas, deberá ser una prima, sobrina, o en último, los familiares adoptaran a una mujer como hija para cumplir con su obligación social de entregarle una esposa. Otro caso de sororato ocurre cuando la esposa es incapaz de concebir; en esta situación, los parientes ceden como segunda esposa a una hermana, prima, sobrina o hija adoptada para que conciba los hijos del matrimonio. Opcionalmente, uno o varios de los hijos habidos en esta segunda esposa son reconocidos socialmente como hijos de la esposa incapaz de concebir.
Debido a que se le conoce también como "matrimonio entre hermanos", se presta para la confusión, ya que se piensa inmediatamente en el matrimonio de un varón y una mujer de mismos padres. Sin embargo, se trataba del matrimonio de un varón con una mujer y todas las hermanas que ésta tuviese.